# Decimus Laberius
Decimus Laberius (105 – 43 před Kr.) byl římský autor mimů původem z jezdeckého stavu, který se výrazně zasloužil o přenesení tohoto dramatického útvaru do římské literatury.
Jeho dílo bylo považováno za práci vyšší úrovně. Snad tomu můžeme vděčit za to, že se nám do dneška z něj dochovalo asi 176 veršů. Laberiovy mimy dosáhli úspěchu na jevišti i v literární podobě. Názvy mnoha jeho her jsou odvozeny z řeckých komedií nebo mimů, což dokazuje, že se tento dramatik, inspiroval svými řeckými předchůdci a snažil se je napodobit. V jeho hrách se údajně objevovaly politické narážky, mimo jiné i vůči diktátorovi Gaiovi Iuliu Caesarovi, což byl jev v pohnutém 1. století před Kr. neobvyklý. Roku 46 před Kr. se mu za výpady proti své osobě Caesar pomstil tím, že ho přiměl účinkovat v jednom z vlastních mimů (v divadle římští občané nesměli vystupovat, Laberius si na toto ponížení stěžuje v jednom ze svých prologů) v dramatickém souboji s jeho velkým rivalem, Publiliem Syrem. Vítězství Caesara nakonec přiřkl Syrovi.
Aulus Gellius hodnotí Labera jako příliš extravagantního a novátorského. Horatius ho naopak otevřeně chválí.